# Harasiuki (plaats)
Harasiuki is een dorp in het Poolse woiwodschap Subkarpaten, in het district Niżański. De plaats maakt deel uit van de gemeente Harasiuki.